# 오미나가오카역
오미나가오카역(일본어: 近江長岡駅 오우미나가오카에키[*])은 일본 시가현 마이바라시에 있는 도카이 여객철도의 철도역이다.

## 역 구조
쌍섬식 2면 4선 구조의 지상역이다. 역사는 승강장 서쪽에 있으며, 승강장과는 지하 통로로 이어져 있다.
오가키역이 관리하는 업무 위탁역으로, 영업은 도카이 교통 사업이 대신 하고 있다.

### 승강장
| 1·2 | ■ 도카이도 본선 | 오가키 · 나고야 방면 |
| 3·4 | ■ 도카이도 본선 | 마이바라 · 교토 방면 |

1·4번선은 대피선이다.

## 역세권 정보
- 이부키 산 - 후카다 규야가 쓴 《일본백명산》에 등장하는 산이다.

## 역사
- 1889년 7월 1일 - 관설철도 (뒷날의 일본국유철도) 도카이도 본선 세키가하라역 ~ 반바 역 (지금의 제제 역) 구간의 개통과 동시에, "나가오카 역"으로 개업.
- 1914년 12월 1일 - "오미나가오카 역"으로 이름이 바뀌었다.
- 1987년 4월 1일 - 민영화에 따라 도카이 여객철도의 소속이 되었다.
- 2006년 11월 25일 - TOICA의 사용이 개시되었다.

## 인접역
| 도카이 여객철도 도카이도 본선 | 도카이 여객철도 도카이도 본선 | 도카이 여객철도 도카이도 본선 |
| ----------------------------- | ----------------------------- | ----------------------------- |
| 가시와바라 오가키·나고야 방면 | ■ 도카이도 본선               | 사메가이 마이바라·오사카 방면 |